# Краљевина Етрурија
Краљевина Етрурија (итал. Regno di Etruria) било је краљевство на територији данашње Тоскане које је постојало у периоду од 1801. до 1807. године. Једна је од француских марионетских држава. Назив је добила по територији на којој је живео антички народ Етрурци.
Краљевина је формирана уговором у Аранхуезу (Шпанија, 21. март 1801. година). Према договору Наполеона Бонапарте и Шпанских Бурбона, Бурбони су пристали да предају Парманско војводство у замену за територије у северној Италији које су Французи окупирали 1796. године. Фердинанд, војвода од Парме добија Етрурску краљевину створену од Великог војводства Тоскане.
Године 1807. Наполеон је Етрурску краљевину укинуо и њене територије припојио Француском царству поделивши је на три департмана. Након пада Наполеона 1814. године, Тоскана је обновљена.